# Línguas e materiais da Bíblia
Na história da composição textual da Bíblia, as escrituras sagradas hebraicas e do Novo Testamento foram escritas em hebraico, aramaico e grego. Os materiais mais usados foram o papiro e o pergaminho, que na época eram bastantes populares.

## Etimologia da palavra Bíblia
A origem da palavra bíblia remonta ao rolo de papiro, planta abundante às margens do rio Nilo, usada pelos antigos egípcios, gregos e romanos para escrever. A palavra grega para papiro é biblos, derivada do nome do porto fenício de Biblos  (atual Jubayl / Líbano), através do qual o papiro era largamente exportado. O plural de biblos em grego era ta biblía, que significava literalmente 'os livros', e que acabou entrando para o latim eclesiástico para designar o conjunto de livros sagrados que compõem a Bíblia. Porém a palavra Bíblia não é mencionada em nenhum trecho dos escritos bíblicos, e sim as expressões: As Escrituras, O Livro, Sagradas Letras, Sagradas Escrituras.

## Idiomas da Bíblia
A Bíblia foi escrita em aramaico, hebraico e grego.
O aramaico (e sua variante posterior, o siríaco) e hebraico são línguas semíticas e o grego, e posteriormente o latim, são de origem indo-europeia. 
O aramaico era a língua dos sírios (VI a.C) tornando-se a língua geral de todo o Oriente Próximo a partir de sua adoção pelo Império Persa Aquemênida. Algumas passagens da Bíblia foram escritas em aramaico: Esdras 4:8–6:18; 7:12-26 (67 versos); Daniel 2:4b–7:28 (200 versos), Jeremias 10:11(1 verso); Gênesis 31:47 (1 verso). O aramaico, como o latim, se dividiu e gerou várias línguas-filhas, como o mandaico, o siríaco e o neo-aramaico.
O hebraico é uma língua semítica, uma variante do contínuo linguístico fenício-cananeu.. Na Bíblia lemos que “os hebreus não falavam língua judaica” (da tribo de Judá) (Neemias 13:24. “língua canaã” (Isaías 19:18). Depois do exílio da Babilônia, o hebraico foi gradativamente deixado de ser falado, sendo substituído pelo aramaico. Evidências arqueológicas indicam, contudo, que em contextos religiosos e famílias em aldeias isoladas o hebraico continuou a ser usado no cotidiano até as revoltas judias do século II d.C.  A primeira evidência escrita do hebraico, o calendário de Gezer, data do século X a.C., os tempos dos reinados dos reis David e Salomão. O calendário de Gezer é escrito sem nenhuma vogal, e não usa consoantes substitutas de vogais, as chamadas matre lectiones. O escrito mais extenso escrito originalmente em hebraico é o Tanakh. As cópias existentes mais antigas da Bíblia foram encontradas entre os manuscritos do Mar Morto, escritos entre o século II a.C. e o século I d.C. 
O hebraico moderno renasceu como língua falada durante o final do século XIX e começo do século XX. É a língua falada pela maioria dos habitantes do Estado de Israel, do qual é a língua oficial primária junto do árabe, no entanto, seu vocabulário e sintaxe são tão diferentes do hebraico bíblico quanto o português em relação ao latim.
O Novo Testamento foi escrito em grego. Conforme dados históricos, arqueológicos e o testemunho interno da própria Bíblia, o ambiente linguístico de Jesus e dos primeiros cristãos era poliglota , sendo utilizado simultaneamente o grego, o aramaico , e em menor grau, o hebraico  e o latim . O grego do Novo Testamento, chamado de koiné, é um desenvolvimento posterior do grego clássico, não sendo uma variante vulgar ou corrupta do grego.
Apesar de serem línguas bem distintas, havia confusão de nomenclatura entre hebraico e aramaico. Em várias ocasiões no Novo Testamento, o aramaico é chamado de hebraico. Por exemplo, em João 19:17 narra que Jesus, "carregando sua cruz [,] foi a um lugar chamado lugar de uma caveira, que no hebraico Gólgota". A última palavra é, de fato, aramaico, embora seja cognata ao hebraico גֻּלְגֹּלֶת (gulgólet).
Família linguística semítica
- Línguas semíticas meridionais:
  - Antigo árabe do sul
  - Língua ge'ez (etiópico)
- Orientais:
  - Acadiano
  - Eblaíta
- Línguas Semíticas Setentrionais:
  - Árabe
  - Setentrionais-Noroeste:
    - Aramaico (Aram)
      - Siríaco
      - Mandaico
      - Neo-siríaco

    - Cananeu:
      - Ugarítico
      - Fenício
      - Hebraico
      - Púnico
      - Moabita

## A escrita da Bíblia
Os textos bíblicos foram compostos, raras exceções, por escribas ou amanuenses.  Nesse processo, boa parte dos textos circulavam (às vezes por gerações) de forma oral até serem fixados em texto escrito pelos escribas. Na composição dos textos bíblicos, era comum incorporarem fontes anteriores  e os escribas tinham a liberdade de editar ou adicionar ao texto.
Os textos bíblicos que chegaram até o presente estão escritos em três escritas alfabéticas: a fenício-cananeia, a escrita hebraica quadrada e o grego (uncial e cursivo).
A representação da linguagem por sinais gráficos iniciou-se com inscrições cuneiformes gravadas em plaquetas de barro, na região da Mesopotâmia, por volta do ano 3200 a.C.  Por volta do ano 3000 a.C. os egípcios também desenvolveram a escrita, a qual era hieroglífica.  Nos séculos XV a XIV a.C, no norte de Canaã, na cidade de Ugarit, se desenvolveu uma forma simplificada de escrita cuneiforme com 30 sinais.
Por volta do século XVI a.C. aparecem no  Sinai, em Canaã e no Sul do Egito formas simplificadas da escrita hieroglífica egípcia que registravam acrofoneticamente só as consoantes. No entanto, não era um sistema com sinais padronizados e era utilizado somente para fins de epigramas (pichações, amuletos e marcar a propriedade de um objeto). Esses sinais evoluiram para uma escrita plena quando cerca do ano 1100 a.C os fenícios sintetizam os sinais para 22 letras, criando o alfabeto. É criada assim a base do Alefbeit hebraico. Os fenícios eram o mesmo povo cananeu da Bíblia, chamados pelos gregos de fenícios (vermelho = sangue) numa alusão a tintura comercializada por eles.
Era a característica dos alfabetos fenícios, aramaicos e ugaríticos a não utilização das vogais porque em toda a Antiguidade o texto era um mero auxílio à memória na recitação oral.
No século VIII a.C. o uso da escrita começou a se popularizar na região de Israel e Fenícia. Os sinais se tornaram mais padronizados, o que indica a existência de escolas escribais. Contudo, a adoção do papiro (que em média duravam 30 anos de uso) fez com que poucos textos sobreviveram dessa época, exceto em inscrições monumentais e  cópias posteriores dos livros bíblicos.  Nessa época, alguns trechos dos livros dos profetas, como Amós, Oseias, Miqueias e parte de Isaías, bem como alguma versão com parte do Pentateuco foram vertidos em texto.  O registro linguístico era o antigo hebraico ou hebraico arcaico.
Mais livros foram escritos durante o período do exílio da Babilônia e domínio persa, com o Pentateuco e os livros dos Profetas chegando em sua forma canônica no fim do período persa e início do período helenístico . A partir da experiência do exílio, os textos bíblicos passaram a ser compilados em antologias e recitados sistematicamente em serviços sagrados e novas camadas editoriais foram adicionadas.  Nesse período do Segundo Templo houve uma substituição da escrita paleo-hebraica ou cananeia pela escrita assurit ou quadrada da língua aramaica. O registro linguístico utilizado é o hebraico clássico, com o uso de algumas consoantes para marcar algumas vogais (matre lectiones).
Durante o período helenista as tecnologias de produção textual desenvolvidas em Alexandria e Pérgamo foram rapidamente adotadas nos textos bíblicos. Passaram a utilizar o couro (pergaminho), a divisão em colunas, parágrafos e alguns sinais de separação de palavras e pontuações. Seria nesse período que os restos dos Escritos (Ketuvim) atingiram sua estabilidade canônica. O registro linguístico é o hebraico clássico tardio, cheio de aramaísmo e helenismo. Nesse período, o grego ganhou adesão dos judeus da Diáspora e da Palestina e seria nessa língua que a Bíblia seria traduzida na versão da Septuaginta e no Novo Testamento cristão. A própria Torá foi influenciada pelas práticas editoriais gregas, sendo o Livro da Lei divido em cinco livros (em grego, Pentateuco), mesmo que continuasse a ser antologizado em um só rolo.
Nos manuscritos do Mar Morto, descoberta arqueológica Bíblica que aconteceu em 1947 em Qumram a oeste do Mar Morto foram encontrados diversas grutas foram encontrados rolos que faziam parte da biblioteca dos essênios, judeus que viveram no tempo de Jesus Cristo. Esses manuscritos, datados do século III a.C. ao século I d.C., são evidências importantes das práticas escribais. Os manuscritos evidenciam que na mesma comunidade circulavam diferentes versões dos mesmos textos bíblicos, com um limitado número de copistas possuindo as habilidades de reproduzirem os textos.
Os Unciais, os mnuscritos do Novo Testamento mais antigos foram feitos com maiúsculas, escritos em pergaminhos ou em velino. Alguns exemplos de códices Unciais são: Códice Vaticano (325-350); Códice Sinaítico (Alef) em grego, descoberto no Monte Sinai; Códice Alexandrino (século IV); Códice Efraimita (345) em Alexandria, no Egito; Códice Beza ou Códice de Cambridge, descoberto no Mosteiro de Santo Irineu, em Lião (Lyon), França; dentre outros.
Os Minúsculos ou textos bizantinos são manuscritos do Novo Testamento datados do século IX ao XV e de qualidade inferior, mas que serviram de base para as primeiras edições críticas da Bíblia impressa, o Textus Receptus.
A partir do século V d.C surgiram famílias de copistas, os massoretas (texto massorético), que desenvolveram padrões para copiar com regras meticulosas e precisão o texto hebraico. Estes criaram sinais para produzir as vogais curtas. Existiam três sistemas de pontuação: babilônico, palestinense e tiberiano (de Tiberíades). As duas famílias que mais produziram textos entre os três sistemas foram Ben Naftali e Ben Asher.

## Tecnologias na escrita da Bíblia
O emprego do papiro como suporte para escrever representou um grande avanço, pois o mesmo, por ser leve, fino e mais facilmente manuseável, originou o que hoje conhecemos como “folha”. Os antigos egípcios dominavam a técnica de colar até 20 folhas seguidas, resultando em rolos com até 40 metros de comprimento. Para desenhar os símbolos, os escribas recorriam a uma varinha de caniço de 20 centímetros cuja tinta preta “era composta de uma mistura de pó de fuligem e água, mais um fixador como a goma-arábica” (JEAN, 2002: 41).
Nessa época, os escribas contavam com o auxílio de cálamos, que seriam os “ancestrais de nossas canetas-tinteiro e de nossas esferográficas” (JEAN, 2002: 15). Em seguida ao emprego da pedra, do barro e da esteatita, aparece o papiro no Egito antigo, em forma de rolo, de couro ou linho e que, ornado suntuosamente de vinhetas coloridas, eram utilizados para narrar os grandes acontecimentos das dinastias faraônicas.
Com o passar do tempo, verificaram-se os inconvenientes do papiro: além de caro – o Egito antigo, por exemplo, obtinha altos lucros com sua exportação –, ele caracterizava-se pela fragilidade e dificuldade de transporte, obrigando os usuários a recorrerem tão somente a uma de suas faces e, mesmo assim, com extremo cuidado. O pergaminho, a nova base da escrita que emergiria na Ásia Menor, evitou algumas destas desvantagens, uma vez que, por ser feito de couro, aceitava registros nos dois lados.
A escrita sobre o pergaminho, além de abrir espaço para criações artísticas antes impensáveis, sendo :a produção de iluminuras uma delas, trouxe duas inovações decisivas: o aproveitamento da pena de ganso, em substituição ao agora defasado pincel de caniço e a disposição desse material no aspecto de folhas, de maneira que fosse possível dobrá-las e costurá-las. Este arranjo forneceria o fulcro dos códices, a estrutura padrão sobre a qual os futuros livros produzidos pela tecnologia impressa se fundamentariam.
Suportes usados no processo de Escrituração
Segundo evidências internas da Bíblia (com algumas confirmações arqueológicas) os textos bíblicos foram escritos nas seguintes superfícies:
- Tabletes de Argila, ou tabuinhas de barro, que eram usadas na antiga Suméria, já em 3.500ª.C. No AT há referência delas em Jeremias 17:13 e Ezequiel 4:1;
- Pedras foram usadas na Mesopotâmia, no Egito e na Palestina, por exemplo, o código de Hamurabi e as pedras de Roseta. Na bíblia há citação de seu uso em Êxodo 24:12; 32:15 e Deuteronômio 27:2,3;
- Pedras preciosas, como o ônix, referidos em Êxodo 39:6-14;
- Metal, em lâminas de ouro, cuja referência bíblica encontra-se em Êxodo 28:36;
- Cera foi referida em Isaías 8:1;
- Madeira, tábuas, em Habacuque 2:2.
- Óstracos, pedaços de restos de azulejos e cascas de crustáceos, referidos em Jó 2:8;
- Linho foi usado no Egito, Grécia e Itália, mas não tem referência bíblica.
- Papiro foi usado na antiga Gebal, ou Biblos, e no Egito por volta de 2100 a.C. Era obtido através da prensa de cascas coladas. Desse material faziam-se rolos. Foi esse o material utilizado por João, o discípilo de Cristo, para escrever o Apocalipse.
- Pergaminho, surgiu pela primeira vez em Pérgamo, cidade grega da Mísia, daí a origem do seu nome. O uso desse material se expandiu devido ao monopólio imposto pelos exportadores de Papiro. Havia dois tipos: o pergaminho e o velino, o primeiro era feito com o couro de animais menores, como as ovelhas e cabras, e o segundo com bois e antílopes, o que encarecia o produto, diminuindo a sua utilização. Paulo se refere ao pergaminho em 2Timóteo 4:13;
- Palimpsesto, um pergaminho reutilizado, utilizado para escrever o Códice Efrainita em 345 d.C.

Formatos dos livros
Os manuscritos bíblicos se apresentaram em dois formatos de livros: os rolos e os códices, forma mais aproximada dos livros atuais.
Um livro nos tempos antigos constava de uma simples tira de papiro ou de pergaminho, que usualmente se conservava enrolado em duas varas - e se desenrolava quando qualquer pessoa desejava lê-lo. Era conhecido como rolo ou pergaminho. Na bíblia encontramos a palavra rolo em Salmos 40:7; Jeremias 36:2-32;  Ezequiel 2:9; Ezequiel 3:1-3; Zacarias 5:1-2; Hebreus 10:7 .
A diagramação na escrituração dos rolos antigos obedecia às medidas: largura = 1 mão e altura = 1 côvado (medida antiga correspondente à distância do cotovelo à ponta do dedo médio). Geralmente os rolos eram guardados em vasos e eram enrolados até o final de leitura do Shabat, mostrando de onde começaria o seguinte. Os rolos de pergaminho e papiro foram utilizados no Antigo Testamento, porém não foi encontrado nenhum manuscrito original, todos os livros encontrados foram cópias manuscritas: os rolos das sinagogas e as cópias particulares. 
Os rolos das sinagogas eram considerados “rolos sagrados”, pois eram submetidos a regras rigorosas para a sua execução. O rolo principal continha a Torá (Lei) e parte dos Neviim (profetas); em outros vinham os Ketuvim (Escritos) e os Megilloth para as festas anuais.
A origem da palavra vem de caules (caudex) = códice (codex).
Na igreja primitiva dos séculos II e III, as Escrituras eram executadas em material barato como o papiro, daí não terem sido tão bem preservados quanto os rolos hebraicos encontrados nos sítios arqueológicos. Ainda eram usados os rolos.
A partir do século IV o suporte de papiro foi substituído pergaminhos. E ao invés de enroladas as folhas eram sobrepostas umas às outras e costuradas, da mesma forma dos livros atuais. Para proteger a obra, era colocada uma capa de madeira, que depois foi substituída por couro.
As ferramentas de Escrita
- Estilo ou Estilete simples – feitos em pedra talhadas, no formato de pontas de lanças, e usados sobre tabuinhas de argila ou cera.  Alguns autores bíblicos também a denominavam pena.
- Estilete ponta resistente – ponta feita em ferro ou diamante, usados em material de metal (Jr 17:1).
- Cinzel – ferramenta feita de ferro ou chumbo para escrever sobre pedra. Jó se refere ao cinzel como pena de ferro (Jo 19:24).
- Canivete – Jeremias usa a expressão “canivete de escrivão” que era usado para documentos oficiais.
- Caniços - para as escritas em papiros.
- Talos de bambus – para escritas em pergaminho.
- Cálamos – ou caniços.
- Penas – de aves como o ganso (3Jo13).

Tintas
- Base de fuligem – fuligem de madeira com goma-arábica;
- Base de Plantas – da Anileira (cor azul anil) e da Garança ou Ruiva (cores vermelha, violeta e marrom);
- Base Cefalópode – polvo e lula (cor sépia);
- Base de Ferro – Criada pelos romanos e que perdurou até o século XIX. Também conhecida como tinta ferrogálica. Mais durável.